# Коклен, Франсис
Франси́с Жозе́ф Кокле́н (фр. Francis Joseph Coquelin; 13 мая 1991, Лаваль) — французский футболист, опорный полузащитник клуба «Нант».

## Биография
Франсис Коклен родился в городе Лаваль во Франции. Свои первые шаги сделал в клубе «АС Бурни», а в 2005 перешёл в крупнейший местный клуб — «Лаваль». Во время выступлений за юношескую сборную Франции Коклен был замечен скаутом «Арсенала» Гриманди. В июле 2008 года Франсис перешёл в «Арсенал».

### В «Арсенале»
Предсезонную подготовку Коклен провёл вместе с первой командой, но при этом выступал в основном за молодёжный и резервный составы. Франсис стал одним из ключевых игроков молодёжной команды «канониров», которая в том сезоне доминировала в Англии, став обладателем молодёжного кубка и одержав победу в чемпионате среди молодёжных составов.
Дебют Коклена в первой команде «Арсенала» состоялся 23 сентября 2008 года в матче против «Шеффилд Юнайтед», закончившемся со счётом 6:0 в пользу «канониров»; Коклен в этом матче вышел на замену вместо Фран Мерида и играл на позиции правого защитника. Свой первый гол за резерв Коклен забил в матче против «Сток Сити» 5 октября 2008 года.
Следующий сезон Коклен провёл в резервном составе «Арсенала», где его выпускали по большей части на позиции правого защитника, в то время как Истмонд, ранее закрывавший эту позицию, переместился в центр полузащиты.

### Аренда в «Лорьян»

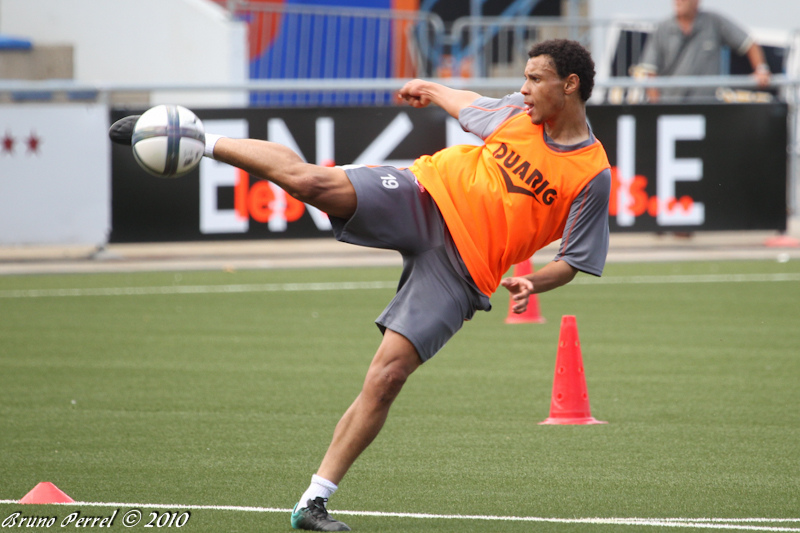
Франсис Коклен в Лорьяне

Летом 2010 года Франсис был отдан в годичную аренду клубу «Лорьян» для получения игровой практики на высоком уровне. Во Франции Коклен часто играл на позиции правого полузащитника. В общей сложности за «Лорьян» Франсис провёл 24 матча забил 1 гол.

### Возвращение в «Арсенал»
В 2011 году Коклен вернулся в «Арсенал». Из-за молодёжного чемпионата мира Франсис был вынужден пропустить предсезонную подготовку своей команды и долгое время не мог получить шанс пробиться в первую команду. Однако возможность проявить себя Коклен получил в Кубке Лиги и Кубке Англии, где сыграл по три матча в каждом. Также он дважды играл в центре полузащиты в рамках чемпионата. В одном из них — в матче против «Тоттенхэма» — болельщики назвали его лучшим игроком матча. После матча Кубка Лиги с «Болтоном» Венгер сказал, что изменил своё мнение по отношению к Коклену. Раньше Франсис им рассматривался прежде всего как защитник, но выступления молодого игрока за «Лорьян», а также игра, которую Коклен демонстрировал в текущем сезоне, убедили французского специалиста, что ему место в полузащите. При этом Франсис заявил, что он готов играть где угодно, лишь бы играть.
Из-за травм крайних защитников команды зимой Коклен получил возможность играть в чемпионате на позиции правого и левого защитника, однако свой шанс он отчасти упустил из-за собственных травм.
10 января 2012 года Коклен подписал новый долгосрочный контракт с «Арсеналом».

### Аренда во «Фрайбург»
5 июля 2013 года Коклен был отдан в годичную аренду немецкому «Фрайбургу». Он забил свой первый гол в ворота чешского клуба «Слован Либерец».

### Аренда в «Чарльтон Атлетик»
3 ноября 2014 года Коклен отправился в месячную аренду в «Чарльтон Атлетик», но позднее она была продлена до конца декабря.

### Повторное возвращение в «Арсенал»
12 декабря 2014 «Арсенал» досрочно завершил аренду Коклена из-за травм центральных полузащитников. Франсис воспользовался своим шансом и прочно занял место в основе «Арсенала». Его игра удостоилась ряда положительных отзывов. В частности, Арсен Венгер отметил, что после возвращения Коклен играет на уровне игрока, который стоит £40 млн. Тьерри Анри, разбирая матч против «Бернли», в котором Коклен был назван игроком матча, высоко оценил игру Франсиса и назвал его «детективом Коломбо» за умение читать игру и прогнозировать развитие атак противника.
В феврале 2015 года главный тренер «Арсенала» Арсен Венгер сообщил, что полузащитник Франсис Коклен и нападающий Чуба Акпом подписали новые долгосрочные контракты с лондонским клубом.

### «Валенсия»
В зимнее трансферное окно сезона 2017/18 Коклен перешел в «Валенсию» за £12 млн. С испанской командой игрок подписал контракт, рассчитанный до 30 июня 2022 года. Сумма отступных, прописанных в контракте — 80 млн евро.

## Международная карьера
Франсис выступал за юношеские и молодёжные сборные Франции до 17, до 18, до 19, до 20 и до 21 года.

## Достижения
Молодёжная команда «Арсенала»
- Молодёжный кубок Англии: 2009
- Молодёжный чемпионат Англии: 2009

«Арсенал»
- Обладатель Кубка Англии (2): 2014/15, 2016/17
- Обладатель Суперкубка Англии (2): 2015, 2017

«Вильярреал»
- Победитель Лиги Европы УЕФА: 2020/21

Франция (до 19)
- Победитель чемпионата Европы: 2010